# Chusquea bambusoides
Chusquea bambusoides är en gräsart som först beskrevs av Giuseppe Raddi, och fick sitt nu gällande namn av Eduard Hackel. Chusquea bambusoides ingår i släktet Chusquea och familjen gräs. Inga underarter finns listade i Catalogue of Life.